# بيتاينون سي
بيتاينون سي (بالإنجليزية:Betaenone C)، مثله مثل باقي مركبات بيتاينون (B وA) ، هو مستقلب ثانوي معزول عن فطر بلوسبورا بيتاي ، أحد مسببات الأمراض النباتية. من بين السبعة السموم النباتية المعزولة في بقع الأوراق الفطرية من شمندر السكر (بيتا فولغاريس) ، أظهرت تثبيط نمو بنسبة 89٪. ثبت أن بيتاينون سي يعمل عن طريق تثبيط تخليق البروتين والحمض النووي الريبي.

## الميزات
| ميزة                       | قيمة |
| -------------------------- | ---- |
| عدد متقبلات الهيدروجين     | 5    |
| عدد المتبرعين بالهيدروجين  | 3    |
| عدد روابط الدوران          | 4    |
| معامل التقسيم (ALogP)      | 2,3  |
| الذوبان (logS, log(mol/L)) | -4,1 |
| السطح القطبي (PSA, Å2)     | 94,8 |